# Rolf Barthel (Historiker, 1932)
Rolf Barthel (* 29. Oktober 1932 in Frankenberg/Sachsen; † 9. Januar 2023) war ein deutscher Regionalhistoriker.

## Leben
Rolf Barthel wuchs in Sachsen auf, wo er noch Mitglied der Pimpfe wurde.
Nach der Beendigung der Schule absolvierte er eine Ausbildung in der Kasernierten Volkspolizei der DDR. Nach der Gründung der Nationalen Volksarmee war er im Ministerium für Nationale Verteidigung in Strausberg tätig. Dort wurde er zum Major befördert. 1989/90 schied er nach den politischen Veränderungen aus dem Armeedienst aus.
Rolf Barthel lebte in Strausberg.

## Historische Schriften
Rolf Barthel studierte Geschichte. Er engagierte sich sehr für die Regionalgeschichte von Strausberg und Umgebung. Er war als Denkmalbeauftragter tätig und leitete den Verein Akanthus bis 2016.

### Monographien
Rolf Barthel veröffentlichte mehrere grundlegende Darstellungen der Strausberger Stadtgeschichte sowie weitere historische Schriften.
- Strausberg. Ein stadtgeschichtlicher Überblick.
  - Band 1 Von den Anfängen bis 1871, 1985
  - Band 2 Von 1871 bis 1945, 1987
- Geschichte der Stadt Strausberg. Monographische Gesamtdarstellung, 1987
- Strausberg. Städte in Deutschland, Nicolai Berlin, 1993, mit Michael Haddenhorst
- Klosterdorf. 750 Jahre Dorfgeschichte, 1997
- Strausberger Markt- und Rathausgeschichte, 2011
- Vetschau. Zwei Stadtbücher, 2012
- Struzeberg – Strausberg. Von der Markgrafenburg zum Generalstabsquartier, 2. Auflage, 2015

### Aufsätze (Auswahl)
Außerdem veröffentlichte Rolf Barthel zahlreiche Aufsätze zur brandenburgischen Regionalgeschichte, besonders im Oberbarnim, darunter in zwei Bänden des Brandenburgischen Namenbuches die historische Einleitung.
- Neue Gesichtspunkte zur Entstehung Berlins, in Zeitschrift für Geschichtswissenschaft, 30, 1982, S. 691–716
- Der Münzfund vom Strausberger Lindenplatz, Heimatkalender für den Kreis Strausberg, 1988
- Die frühen Herrschaftsverhältnisse im Berliner Raum. Zwischenbilanz einer Diskussion, in Frühgeschichte der europäischen Stadt, 1991, S. 25–33
- Jüterbog und Neuruppin, in Städtebuch Brandenburg, 2000
- Der Adel in der Besiedlungs- und Wirtschaftsgeschichte der Oderbruch-Region, in Kulturlandschaft Oderbruch, 2003, S. 333–352
- Köpenick als Tor zur mittelalterlichen Besiedlung des Barnim, in Von Copnic nach Köpenick – ein Gang durch 800 Jahre Geschichte, 2009, S. 49–64
- Burg und Kloster in der Frühzeit der mittelalterlichen Stadt Strausberg, Lkr. Märkisch-Oderland, in Moderne Zeiten. Die geplante Stadt des Mittelalters in der Mark Brandenburg, 2021, S. 181–196, mit Blandine Wittkopp